# Knightdale
Knightdale é uma cidade  localizada no estado norte-americano de Carolina do Norte, no Condado de Wake.

## Demografia
Segundo o censo norte-americano de 2000, a sua população era de 5958 habitantes.
Em 2006, foi estimada uma população de 6479, um aumento de 521 (8.7%).

## Geografia
De acordo com o United States Census Bureau tem uma área de
6,9 km², dos quais 6,9 km² cobertos por terra e 0,0 km² cobertos por água. Knightdale localiza-se a aproximadamente 92 m acima do nível do mar.

## Localidades na vizinhança
O diagrama seguinte representa as localidades num raio de 16 km ao redor de Knightdale.